# Caulipsolon
Caulipsolon là chi thực vật có hoa trong họ Aizoaceae.